# Bilan saison par saison des Giants de New York

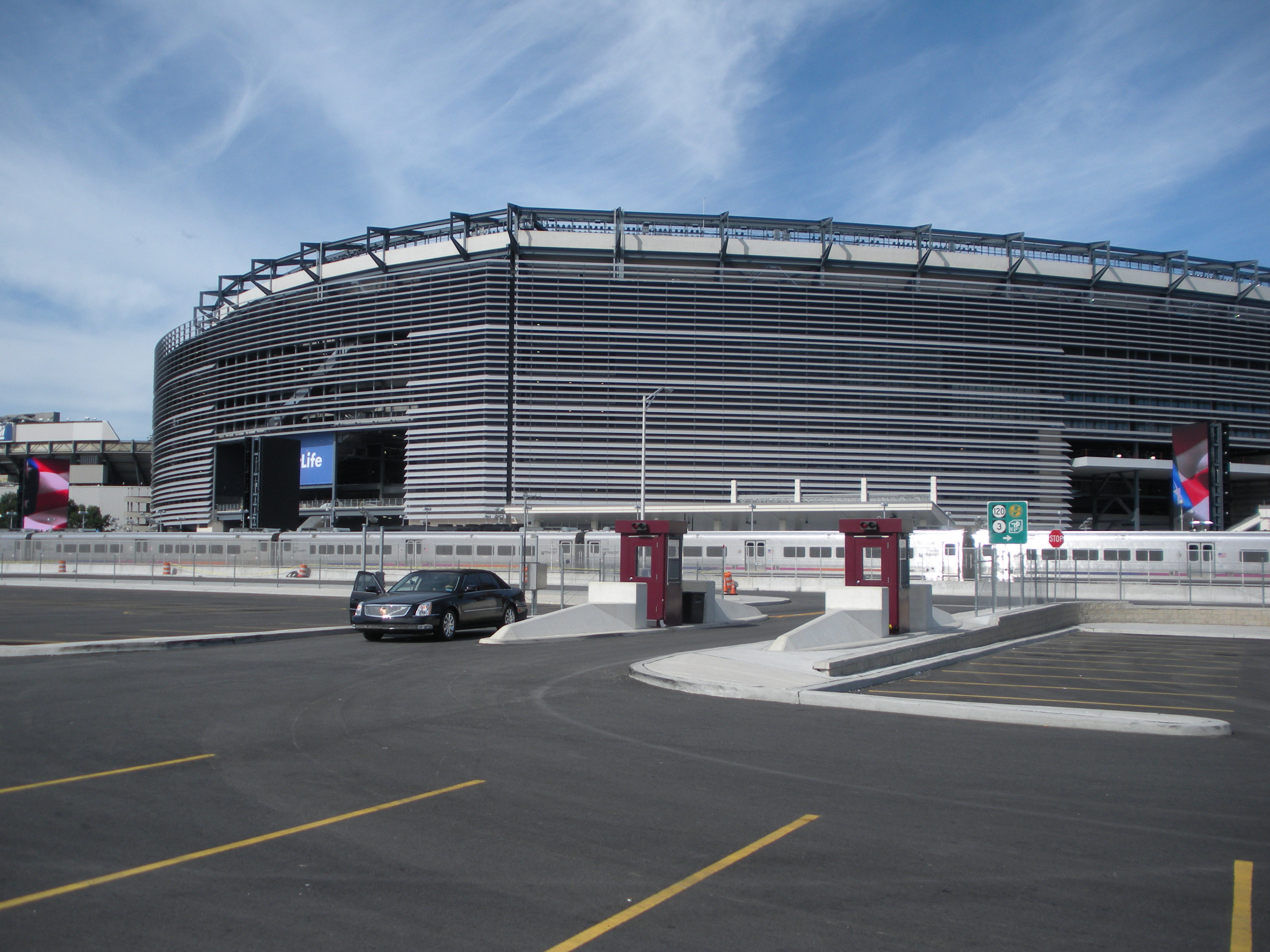
Le MetLife Stadium, actuel stade des Giants de New York.

La franchise des Giants de New York est un club de football américain basé à East Rutherford dans l'état du New Jersey aux États-Unis.
Il s'agit d'une des plus anciennes franchises de la National Football League, leur première saison datant de 1925. Les Giants font partie de la Division Est de la National Football Conference.
La liste suivante détaille le bilan saison par saison des Giants de New York au sein de cette ligue.

## Bilan saison par saison
Dernière mise à jour : 8 janvier 2025
| Saison | Vic. | Déf. | Nuls | Classement                                                                                     | Séries éliminatoires | Notes                                                                                          |
| ------ | ---- | ---- | ---- | ---------------------------------------------------------------------------------------------- | --- | ---------------------------------------------------------------------------------------------- |
| 1925   | 8    | 4    | 0    | 4e NFL                                                                                         | Pas de séries éliminatoires avant 1932 |                                                                                                |
| 1926   | 8    | 4    | 1    | 7e NFL                                                                                         | Pas de séries éliminatoires avant 1932 |                                                                                                |
| 1927   | 11   | 1    | 0    | 1er NFL                                                                                        | Pas de séries éliminatoires avant 1932 |                                                                                                |
| 1928   | 4    | 7    | 2    | 6e NFL                                                                                         | Pas de séries éliminatoires avant 1932 |                                                                                                |
| 1929   | 13   | 1    | 1    | 2e NFL                                                                                         | Pas de séries éliminatoires avant 1932 |                                                                                                |
| 1930   | 13   | 4    | 0    | 2e NFL                                                                                         | Pas de séries éliminatoires avant 1932 |                                                                                                |
| 1931   | 7    | 6    | 1    | 5e NFL                                                                                         | Pas de séries éliminatoires avant 1932 |                                                                                                |
| 1932   | 4    | 6    | 2    | 5e NFL                                                                                         | -- |                                                                                                |
| 1933   | 11   | 3    | 0    | 1er NFL Est                                                                                    | Défaite en finale NFL (Bears de Chicago) 23-21 |                                                                                                |
| 1934   | 8    | 5    | 0    | 1er NFL Est                                                                                    | Victoire en finale NFL (Bears de Chicago) 30-13 |                                                                                                |
| 1935   | 9    | 3    | 0    | 1er NFL Est                                                                                    | Défaite en finale NFL (Lions de Détroit) 26-7 |                                                                                                |
| 1936   | 5    | 6    | 1    | 3e NFL Est                                                                                     | -- |                                                                                                |
| 1937   | 6    | 3    | 2    | 2e NFL Est                                                                                     | -- |                                                                                                |
| 1938   | 8    | 2    | 1    | 1er NFL Est                                                                                    | Victoire en finale NFL (Packers de Green Bay) 23-17 |                                                                                                |
| 1939   | 9    | 1    | 1    | 1er NFL Est                                                                                    | Défaite en finale NFL (Packers de Green Bay) 27-0 |                                                                                                |
| 1940   | 6    | 4    | 1    | 3e NFL Est                                                                                     | -- |                                                                                                |
| 1941   | 8    | 3    | 0    | 1er NFL Est                                                                                    | Défaite en finale NFL (Bears de Chicago) 37-9 |                                                                                                |
| 1942   | 5    | 5    | 1    | 3e NFL Est                                                                                     | -- |                                                                                                |
| 1943   | 6    | 3    | 1    | 2e NFL Est                                                                                     | Défaite en tour de Division (Redskins de Washington) 28-0 |                                                                                                |
| 1944   | 8    | 1    | 1    | 1er NFL Est                                                                                    | Défaite en finale NFL (Packers de Green Bay) 14-7 |                                                                                                |
| 1945   | 3    | 6    | 1    | 3e NFL Est                                                                                     | -- |                                                                                                |
| 1946   | 7    | 3    | 1    | 1er NFL Est                                                                                    | Défaite en finale NFL (Bears de Chicago) 24-14 |                                                                                                |
| 1947   | 2    | 8    | 2    | 5e NFL Est                                                                                     | -- |                                                                                                |
| 1948   | 4    | 8    | 0    | 3e NFL Est                                                                                     | -- |                                                                                                |
| 1949   | 6    | 6    | 0    | 3e NFL East                                                                                    | -- |                                                                                                |
| 1950   | 10   | 2    | 0    | 2e NFL AFC                                                                                     | Défaite finale de conférence (Browns de Cleveland) 8-3 |                                                                                                |
| 1951   | 9    | 2    | 1    | 2e NFL AFC                                                                                     | -- |                                                                                                |
| 1952   | 7    | 5    | 0    | 2e NFL AFC                                                                                     | -- |                                                                                                |
| 1953   | 3    | 9    | 0    | 5e NFL Est                                                                                     | -- |                                                                                                |
| 1954   | 7    | 5    | 0    | 3e NFL Est                                                                                     | -- |                                                                                                |
| 1955   | 6    | 5    | 1    | 3e NFL Est                                                                                     | -- |                                                                                                |
| 1956   | 8    | 3    | 1    | 1er NFL Est                                                                                    | Victoire en finale NFL (Bears de Chicago) 47-7 |                                                                                                |
| 1957   | 7    | 5    | 0    | 2e NFL Est                                                                                     | -- |                                                                                                |
| 1958   | 9    | 3    | 0    | 1er NFL Est                                                                                    | Victoire en finale de conférence (Browns de Cleveland) 10–0 Défaite finale NFL (B. Colts) 23-17 |                                                                                                |
| 1959   | 10   | 2    | 0    | 1er NFL Est                                                                                    | Défaite finale NFL (Colts de Baltimore) 31-16 |                                                                                                |
| 1960   | 6    | 4    | 2    | 3e NFL Est                                                                                     | -- |                                                                                                |
| 1961   | 10   | 3    | 1    | 1er NFL Est                                                                                    | Défaite finale NFL (Packers de Green Bay) 37-0 |                                                                                                |
| 1962   | 12   | 2    | 0    | 1er NFL Est                                                                                    | Défaite finale NFL (Packers de Green Bay) 16-7 |                                                                                                |
| 1963   | 11   | 3    | 0    | 1er NFL Est                                                                                    | Défaite finale NFL (Bears de Chicago) 14-10 |                                                                                                |
| 1964   | 2    | 10   | 2    | 7e NFL Est                                                                                     | -- |                                                                                                |
| 1965   | 7    | 7    | 0    | 2e NFL Est                                                                                     | -- |                                                                                                |
| 1966   | 1    | 12   | 1    | 8e NFL Est                                                                                     | -- |                                                                                                |
| 1967   | 7    | 7    | 0    | 2e NFL Century                                                                                 | -- |                                                                                                |
| 1968   | 7    | 7    | 0    | 2e NFL Capitol                                                                                 | -- |                                                                                                |
| 1969   | 6    | 8    | 0    | 2e NFL Century                                                                                 | -- |                                                                                                |
| 1970   | 9    | 5    | 0    | 2e NFC Est                                                                                     | -- |                                                                                                |
| 1971   | 4    | 10   | 0    | 5e NFC Est                                                                                     | -- |                                                                                                |
| 1972   | 8    | 6    | 0    | 3e NFC Est                                                                                     | -- |                                                                                                |
| 1973   | 2    | 11   | 1    | 5e NFC Est                                                                                     | -- |                                                                                                |
| 1974   | 2    | 12   | 0    | 5e NFC Est                                                                                     | -- |                                                                                                |
| 1975   | 5    | 9    | 0    | 4e NFC Est                                                                                     | -- |                                                                                                |
| 1976   | 3    | 11   | 0    | 5e NFC Est                                                                                     | -- |                                                                                                |
| 1977   | 5    | 9    | 0    | 5e NFC Est                                                                                     | -- |                                                                                                |
| 1978   | 6    | 10   | 0    | 5e NFC Est                                                                                     | -- |                                                                                                |
| 1979   | 6    | 10   | 0    | 4e NFC Est                                                                                     | -- |                                                                                                |
| 1980   | 4    | 12   | 0    | 5e NFC Est                                                                                     | -- |                                                                                                |
| 1981   | 9    | 7    | 0    | 3e NFC Est                                                                                     | Victoire en tour de Wild Card (@ Eagles de Philadelphie) 27–21 Défaite en tour de Division (49ers de San Francisco) 38-24 |                                                                                                |
| 1982   | 4    | 5    | 0    | 10e NFC Conf.+                                                                                 | -- |                                                                                                |
| 1983   | 3    | 12   | 1    | 5e NFC Est                                                                                     | -- |                                                                                                |
| 1984   | 9    | 7    | 0    | 2e NFC Est                                                                                     | Victoire en tour de Wild Card (@ Rams de Los Angeles) 16–13 Défaite en tour de Division (49ers de San Francisco) 21-10 |                                                                                                |
| 1985   | 10   | 6    | 0    | 2e NFC Est                                                                                     | Victoire en tour de Wild Card (49ers de San Francisco) 17–3 Défaite en tour de Division (Bears de Chicago) 21-0 |                                                                                                |
| 1986   | 14   | 2    | 0    | 1er NFC Est                                                                                    | Victoire en tour de Division (49ers de San Francisco) 49–3 Victoire en finale de conférence NFC (Redskins de Washington) 17–0 Victoire au Super Bowl XXI (Broncos de Denver) 39-20                                                                                       | Note                                                                                           |
| 1987   | 6    | 9    | 0    | 5e NFC Est                                                                                     | -- |                                                                                                |
| 1988   | 10   | 6    | 0    | 2e NFC Est                                                                                     | -- |                                                                                                |
| 1989   | 12   | 4    | 0    | 1er NFC Est                                                                                    | Défaite en tour de Division (Rams de Saint-Louis) 19-13 |                                                                                                |
| 1990   | 13   | 3    | 0    | 1er NFC Est                                                                                    | Victoire en tour de Division (Bears de Chicago) 31–3 Victoire en finale de conférence NFC (@ 49ers de San Francisco) 15–13 Victoire au Super Bowl XXV (Bills de Buffalo) 20-19                                                                                           | Note                                                                                           |
| 1991   | 8    | 8    | 0    | 4e NFC Est                                                                                     | -- |                                                                                                |
| 1992   | 6    | 10   | 0    | 4e NFC Est                                                                                     | -- |                                                                                                |
| 1993   | 11   | 5    | 0    | 2e NFC Est                                                                                     | Victoire en tour de Wild Card (Vikings du Minnesota) 17–10 Défaite en tour de Division (49ers de San Francisco) 44-3 |                                                                                                |
| 1994   | 9    | 7    | 0    | 2e NFC Est                                                                                     | -- |                                                                                                |
| 1995   | 5    | 11   | 0    | 4e NFC Est                                                                                     | -- |                                                                                                |
| 1996   | 6    | 10   | 0    | 5e NFC Est                                                                                     | -- |                                                                                                |
| 1997   | 10   | 5    | 1    | 1er NFC Est                                                                                    | Défaite en tour de Wild Card (Vikings du Minnesota) 23-22 |                                                                                                |
| 1998   | 8    | 8    | 0    | 3e NFC Est                                                                                     | -- |                                                                                                |
| 1999   | 7    | 9    | 0    | 3e NFC Est                                                                                     | -- |                                                                                                |
| 2000   | 12   | 4    | 0    | 1er NFC Est                                                                                    | Victoire en tour de Division (Eagles de Philadelphie) 20–10 Victoire en finale de conférence NFC (Vikings du Minnesota) 41–0 Défaite au Super Bowl XXXV (Ravens de Baltimore) 34-7                                                                                       | Note                                                                                           |
| 2001   | 7    | 9    | 0    | 3e NFC Est                                                                                     | -- |                                                                                                |
| 2002   | 10   | 6    | 0    | 2e NFC Est                                                                                     | Défaite en tour de Wild Card (49ers de San Francisco) 39-38 |                                                                                                |
| 2003   | 4    | 12   | 0    | 4e NFC Est                                                                                     | -- |                                                                                                |
| 2004   | 6    | 10   | 0    | 2e NFC Est                                                                                     | -- |                                                                                                |
| 2005   | 11   | 5    | 0    | 1er NFC Est                                                                                    | Défaite en tour de Wild Card (Panthers de la Caroline) 23-0 |                                                                                                |
| 2006   | 8    | 8    | 0    | 3e NFC Est                                                                                     | Défaite en tour de Wild Card (wild card) (Eagles de Philadelphie) 23-20 |                                                                                                |
| 2007   | 10   | 6    | 0    | 2e NFC Est                                                                                     | Victoire en tour de Wild Card (@ Buccaneers de Tampa Bay) 24–14 Victoire en tour de Division (@ Cowboys de Dallas) 21–17 Victoire en finale de conférence NFC (@ Packers de Green Bay) 23–20 (OT) Victoire au Super Bowl XLII (Patriots de la Nouvelle-Angleterre) 17-14 | Note                                                                                           |
| 2008   | 12   | 4    | 0    | 1er NFC Est                                                                                    | Défaite en tour de Division (Eagles de Philadelphie) 23-11 |                                                                                                |
| 2009   | 8    | 8    | 0    | 3e NFC Est                                                                                     | -- |                                                                                                |
| 2010   | 10   | 6    | 0    | 2e NFC Est                                                                                     | -- | Note                                                                                           |
| 2011   | 9    | 7    | 0    | 1er NFC Est                                                                                    | Victoire en tour de Wild Card (Falcons d'Atlanta) 24–2 Victoire en tour de Division (at Packers de Green Bay) 37–20 Victoire en finale de conférence NFC (at 49ers de San Francisco) 20–17 (ET) Victoire au Super Bowl XLVI (Patriots de la Nouvelle-Angleterre) 21-17   | Note                                                                                           |
| 2012   | 9    | 7    | 0    | 2e NFC Est                                                                                     | -- | Note                                                                                           |
| 2013   | 7    | 9    | 0    | 3e NFC Est                                                                                     | -- | Note                                                                                           |
| 2014   | 6    | 10   | 0    | 3e NFC Est                                                                                     | -- | Note                                                                                           |
| 2015   | 6    | 10   | 0    | 3e NFC Est                                                                                     | -- | Note                                                                                           |
| 2016   | 11   | 5    | 0    | 2e NFC Est                                                                                     | Défaite en tour de Wild Card (@ Packers de Green Bay) 13-38 | Note                                                                                           |
| 2017   | 3    | 13   | 0    | 4e NFC Est                                                                                     | -- | Note                                                                                           |
| 2018   | 5    | 11   | 0    | 4e NFC Est                                                                                     | -- | Note                                                                                           |
| 2019   | 4    | 12   | 0    | 3e NFC Est                                                                                     | -- | Note                                                                                           |
| 2020   | 6    | 10   | 0    | 2e NFC Est                                                                                     | -- | Note                                                                                           |
| 2021   | 4    | 13   | 0    | 4e NFC Est                                                                                     | -- | Note                                                                                           |
| 2022   | 9    | 7    | 1    | 3e NFC Est                                                                                     | Victoire en tour de Wild Card (@ Vikings du Minnesota) 31-24 Défaite en tour de Division (@ Eagles de Philadelphie) 7-38 | Note                                                                                           |
| 2023   | 6    | 11   | 0    | 3e NFC Est                                                                                     | -- | Note                                                                                           |
| 2024   | 3    | 14   | 0    | 4e NFC Est                                                                                     | -- | Note                                                                                           |
| Totaux | 724  | 663  | 34   | Saison régulière depuis 1933 (16 titres de division, 11 titres de conférence)                  | Saison régulière depuis 1933 (16 titres de division, 11 titres de conférence) | Saison régulière depuis 1933 (16 titres de division, 11 titres de conférence)                  |
| Totaux | 25   | 24   | -    | Séries éliminatoires depuis 1933 (33 participations)                                           | Séries éliminatoires depuis 1933 (33 participations) | Séries éliminatoires depuis 1933 (33 participations)                                           |
| Totaux | 749  | 689  | 34   | Saison régulière + séries éliminatoires depuis 1933 (4 titres NFL (avant 1960), 4 Super Bowls) | Saison régulière + séries éliminatoires depuis 1933 (4 titres NFL (avant 1960), 4 Super Bowls) | Saison régulière + séries éliminatoires depuis 1933 (4 titres NFL (avant 1960), 4 Super Bowls) |

## Statistiques globales
| Giants de New York         | Victoires | Défaites | Nuls | % de victoires |
| -------------------------- | --------- | -------- | ---- | -------------- |
| Matchs de saison régulière | 706       | 631      | 33   | 51,53          |
| Matchs de playoffs         | 24        | 25       | —    | 49             |
| Totaux                     | 730       | 656      | 33   | 51,4           |